# 戈洛维诺农村居民点 (别尔哥罗德州)
戈洛维诺农村居民点（俄语：Головинское сельское поселение）是俄罗斯联邦别尔哥罗德州别尔哥罗德区所属的一个农村居民点。其下辖有8个居民点，行政中心为戈洛维诺。据2016年统计，该农村居民点的人口为1584人。